# Thelma Votipka
Thelma Votipka (Cleveland, 20 dicembre 1906 – New York, 24 ottobre 1972) è stata un soprano statunitense, che ha cantato in 1 422 spettacoli con il Metropolitan Opera, più di ogni altra donna nella storia della compagnia: la rivale che le si avvicinò di più, Mathilde Bauermeister, ha cantato in 1 062 rappresentazioni.

## Biografia
Thelma Votipka è nata a Cleveland, Ohio, ed ha studiato all'Oberlin College. Si è specializzata in ruoli di comprimario. Ha anche studiato a New York con Anna E. Schoen-Rene, allieva di Pauline Viardot-Garcia e Manuel Garcia.
È stata membro dell'American Opera Company di Vladimir Rosing verso la fine degli anni '20 e fece il suo debutto come contessa ne Le nozze di Figaro il 14 dicembre 1927 a Washington.
Ha fatto il suo debutto al Metropolitan il 16 dicembre 1935, come Flora ne La traviata di Verdi, un ruolo che ha cantato 101 volte con la compagnia.
Altri ruoli frequenti con il Met includevano Giovanna nel Rigoletto di Verdi (139 spettacoli), Marta nel Faust di Gounod (128), Alisa nella Lucia di Lammermoor di Donizetti (116), Frasquita nella Carmen di Bizet (112), Marianna ne Il cavaliere della rosa di Strauss (109), la sacerdotessa nell'Aida di Verdi (101), Gerhilde ne La Valchiria di Wagner (93) e Mamma Lucia in Cavalleria rusticana di Mascagni (72). Mamma Lucia fu il ruolo della sua ultima esibizione, a Dallas, l'11 maggio 1963.
Votipka ha condiviso il palco con molti artisti in occasione del loro debutto al Metropolitan: Marjorie Lawrence, Zinka Milanov, Rose Pauly, Eleanor Steber, Astrid Varnay, Robert Merrill, Victoria de los Ángeles, Hilde Gueden, Charles Anthony, Mattiwilda Dobbs, Nicolai Gedda e Joan Sutherland
Tornò al Met il 16 aprile 1966 per cantare nel quintetto di Carmen come parte dello spettacolo d'addio di gala al teatro dell'opera di Broadway e della 39ª Strada.
Morì a New York nel 1972.